# پیر پیسه
پیر پیسه (انگلیسی: Pierre Payssé؛ ۲۱ نوامبر ۱۸۷۳ – ۵ دسامبر ۱۹۳۸) ژیمناست هنری اهل فرانسه بود.
وی همچنین برندهٔ جوایزی همچون لژیون دونور (شوالیه) شده‌است.